# Championnats du monde de pétanque 2015
Navigation
Édition précédente Édition suivante
Les championnats du monde de pétanque 2015 est une édition des championnats du monde de pétanque.

## Présentation
Cette compétition constitue la 1er édition du tête à tête senior, la 15e édition des triplettes séniors féminines, la 1er édition du tête à tête senior féminin, la 8e édition du tir de précision sénior féminine, la 15e édition des triplettes juniors et la 8e édition du tir de précision junior. Elle se déroule à Nice (France), du 23 au 25 janvier 2015 pour le tête à tête senior et le tête à tête senior féminine. Elle se déroule à Bangkok (Thaïlande), du 30 octobre au 7 novembre 2015 pour les triplettes seniors féminines, le tir de précision sénior féminine, les triplettes juniors et le tir de précision junior.

## Résultats àNice(France)

### Tête à tête sénior[1]

#### Cadrage
| Nation             | Score | Nation      |
| ------------------ | ----- | ----------- |
| Essa Agzoul        | 13-11 | ? Slovénie  |
| Franck Millo       | 13-4  | ? Suisse    |
| Amit Bashari       | 13-8  | ? Suède     |
| Ivo Michalek       | 13-12 | ? Malaisie  |
| Benny Bel-Lafkih   | 13-10 | ? Russie    |
| Charles Weibel     | 13-3  | ? Australie |
| Rédouane Hammouche | 13-5  | ? Estonie   |
| Jordi Martinez     | 13-9  | ? Arménie   |

#### Phase finale
| Nation                | Score | Nation                       |
| --------------------- | ----- | ---------------------------- |
| Diego Rizzi           | 13-7  | Essa Agzoul Pays-Bas         |
| François N'Diaye      | 13-8  | Amit Bashari Israël          |
| Charles Weibel        | 13-8  | Thanakorn Sangkaew Thaïlande |
| Dylan Rocher          | 13-3  | Ivo Michalek Tchéquie        |
| Sami Atallah          | 13-10 | Jordi Martinez Espagne       |
| Franck Millo          | 13-2  | Dedemoglu Turquie            |
| Rédouane Hammouche    | 13-12 | Andrianasolo Madagascar      |
| Abdessamad El Mankari | 13-6  | Benny Bel-Lafkih Norvège     |

| Nation                | Score | Nation                    |
| --------------------- | ----- | ------------------------- |
| Diego Rizzi           | 13-10 | François N'Diaye Sénégal  |
| Charles Weibel        | 13-10 | Dylan Rocher France       |
| Sami Atallah          | 13-5  | Franck Millo Monaco       |
| Abdessamad El Mankari | 13-7  | Rédouane Hammouche Canada |

| Nation         | Score | Nation                      |
| -------------- | ----- | --------------------------- |
| Charles Weibel | 13-7  | Diego Rizzi Italie          |
| Sami Atallah   | 13-8  | Abdessamad El Mankari Maroc |

| Nation         | Score | Nation               |
| -------------- | ----- | -------------------- |
| Charles Weibel | 13-8  | Sami Atallah Tunisie |

### Tête à tête sénior féminine[2]

#### Phase finale
| Nation                        | Score | Nation                   |
| ----------------------------- | ----- | ------------------------ |
| Natawan Fuangsanit            | 13-5  | Nuri Ain Malaisie        |
| Indra Waldbusser              | 13-8  | Fanja Aubriot Madagascar |
| Jessica Johansson             | 13-4  | Laure Muriset Suisse     |
| Marina Shoileva-Tepavicharova | 13-4  | Sivan Siri Israël        |
| Camille Max                   | 13-7  | Mouna Beji Tunisie       |
| Frances Van Donge             | 13-8  | Simona Bagala Italie     |
| Yolanda Matarranz             | 13-2  | Maryse Bergeron Canada   |
| Audrey Bandiera               | 13-6  | Agita Lejniece Lettonie  |

| Nation                  | Score | Nation                                 |
| ----------------------- | ----- | -------------------------------------- |
| Natawan Fuangsanit      | 13-8  | Indra Waldbusser Allemagne             |
| Suède Jessica Johansson | 13-4  | Marina Shoileva-Tepavicharova Bulgarie |
| Camille Max             | 13-0  | Frances Van Donge Pays-Bas             |
| Yolanda Matarranz       | 13-10 | Audrey Bandiera France                 |

| Nation             | Score | Nation                  |
| ------------------ | ----- | ----------------------- |
| Natawan Fuangsanit | 13-6  | Jessica Johansson Suède |
| Yolanda Matarranz  | 13-10 | Camille Max Belgique    |

| Nation            | Score | Nation                       |
| ----------------- | ----- | ---------------------------- |
| Yolanda Matarranz | 13-8  | Natawan Fuangsanit Thaïlande |

## Résultats àBangkok(Thaïlande)

### Triplette sénior féminine[3]

#### Phase finale
| Nation      | Score | Nation   |
| ----------- | ----- | -------- |
| Thaïlande 2 | 13-6  | France   |
| Viêt Nam    | 13-10 | Tunisie  |
| Espagne     | 13-0  | Chine    |
| Thaïlande   | 13-4  | Cambodge |

| Nation    | Score | Nation      |
| --------- | ----- | ----------- |
| Thaïlande | 13-5  | Thaïlande 2 |
| Espagne   | 13-3  | Viêt Nam    |

| Nation  | Score | Nation    |
| ------- | ----- | --------- |
| Espagne | 13-10 | Thaïlande |

### Tir de précision sénior féminine[3]

#### Phase finale
| Nation                   | Score | Nation      |
| ------------------------ | ----- | ----------- |
| Audrey Bandiera          | 30-19 | ? Laos      |
| Mouna Beji               | 25-24 | ? Thaïlande |
| Josepha Randriamandrisoa | 38-30 | ? Espagne   |
| Leng Ke                  | 41-21 | ? Canada    |

| Nation     | Score | Nation                              |
| ---------- | ----- | ----------------------------------- |
| Leng Ke    | 28-9  | Audrey Bandiera France              |
| Mouna Beji | 33-13 | Josepha Randriamandrisoa Madagascar |

| Nation  | Score | Nation             |
| ------- | ----- | ------------------ |
| Leng Ke | 33-25 | Mouna Beji Tunisie |

### Triplette junior[4]

#### Phase finale
| Nation     | Score | Nation      |
| ---------- | ----- | ----------- |
| Laos       | 13-12 | Cambodge    |
| Thaïlande  | 13-4  | Tunisie     |
| France     | 13-1  | Thaïlande 2 |
| Madagascar | 13-9  | Viêt Nam    |

| Nation     | Score | Nation    |
| ---------- | ----- | --------- |
| France     | 13-8  | Thaïlande |
| Madagascar | 13-7  | Laos      |

| Nation | Score | Nation     |
| ------ | ----- | ---------- |
| France | 13-7  | Madagascar |

### Tir de précision junior[5]

#### Phase finale
Huitième de finale
| Nation                | Score | Nation                  |
| --------------------- | ----- | ----------------------- |
| Judicaël Ratianarison | 27-19 | Yu-Ting Pan Taïwan      |
| Titiphong Pasom       | 40-21 | Joseph Molinas France   |
| Temur Kurbanov        | 26-20 | Houssan Maknaoui Maroc  |
| José Rivière          | 27-16 | Tetmanet Muong Cambodge |

| Nation                | Score | Nation                    |
| --------------------- | ----- | ------------------------- |
| Judicaël Ratianarison | 36-27 | Titiphong Pasom Thaïlande |
| Temur Kurbanov        | 43-29 | José Rivière Monaco       |

| Nation                | Score | Nation                   |
| --------------------- | ----- | ------------------------ |
| Judicaël Ratianarison | 34-11 | Temur Kurbanov Allemagne |

## Podiums
| Épreuve                          | Or                                                                        | Argent                                                                                      | Bronze                                                                       |
| -------------------------------- | ------------------------------------------------------------------------- | ------------------------------------------------------------------------------------------- | ---------------------------------------------------------------------------- |
| Tête à tête sénior               | Charles Weibel                                                            | Sami Atallah                                                                                | Diego Rizzi                                                                  |
| Tête à tête sénior               | Charles Weibel                                                            | Sami Atallah                                                                                | Abdessamad El Menkari                                                        |
| Tête à tête sénior féminine      | Yolanda Matarranz                                                         | Nantawan Fueangsanit                                                                        | Jessica Johansson                                                            |
| Tête à tête sénior féminine      | Yolanda Matarranz                                                         | Nantawan Fueangsanit                                                                        | Camille Max                                                                  |
| Triplette sénior féminine        | Inès Rosario - Yolanda Matarranz - Mélanie Homar Mayol - Aurelia Blazquez | Thongsri Thamakord - Phantipha Wongchuvej - Nantawan Fueangsanit - Aumpawan Suwannaphruk    | Sunitra Phuangyoo - Nattaya Yoothong - Uraiwan Hiranwong - Sawitree Chaisena |
| Triplette sénior féminine        | Inès Rosario - Yolanda Matarranz - Mélanie Homar Mayol - Aurelia Blazquez | Thongsri Thamakord - Phantipha Wongchuvej - Nantawan Fueangsanit - Aumpawan Suwannaphruk    | Phong Phan Thanh - Phuoc Vu Le Hong - Duy Khang - Xuan Vo Tan                |
| Tir de précision sénior féminine | Leng Ke                                                                   | Mouna Beji                                                                                  | Josepha Randriamandrisoa                                                     |
| Tir de précision sénior féminine | Leng Ke                                                                   | Mouna Beji                                                                                  | Audrey Bandiera                                                              |
| Triplette junior                 | Vincent Azevedo - Dylan Djoukitch - David Doerr - Joseph Molinas          | Dino Razafimahatratra - Judicaël Ratianarison - Nosoavina Rakotamavo - Daniel Rakotondraibe | ? - ?                                                                        |
| Triplette junior                 | Vincent Azevedo - Dylan Djoukitch - David Doerr - Joseph Molinas          | Dino Razafimahatratra - Judicaël Ratianarison - Nosoavina Rakotamavo - Daniel Rakotondraibe | ? - ?                                                                        |
| Tir de précision junior          | Judicaël Ratianarison                                                     | Temur Kurbanov                                                                              | José Rivière                                                                 |
| Tir de précision junior          | Judicaël Ratianarison                                                     | Temur Kurbanov                                                                              | Titiphom Pasong                                                              |

## Tableau des médailles
| Rang  | Nation     | Or | Argent | Bronze | Total |
| ----- | ---------- | -- | ------ | ------ | ----- |
| 1     | Espagne    | 2  | 0      | 0      | 2     |
| 2     | Madagascar | 1  | 1      | 1      | 3     |
| 3     | France     | 1  | 0      | 1      | 2     |
| 3     | Belgique   | 1  | 0      | 1      | 2     |
| 5     | Cambodge   | 1  | 0      | 0      | 1     |
| 6     | Thaïlande  | 0  | 2      | 3      | 5     |
| 7     | Tunisie    | 0  | 2      | 0      | 2     |
| 8     | Allemagne  | 0  | 1      | 0      | 1     |
| 9     | Italie     | 0  | 0      | 1      | 1     |
| 9     | Maroc      | 0  | 0      | 1      | 1     |
| 9     | Suède      | 0  | 0      | 1      | 1     |
| 9     | Viêt Nam   | 0  | 0      | 1      | 1     |
| 9     | Laos       | 0  | 0      | 1      | 1     |
| 9     | Monaco     | 0  | 0      | 1      | 1     |
| Total | Total      | 6  | 6      | 12     | 24    |